# Coq Rouge
Coq Rouge är en roman av Jan Guillou som gavs ut 1986. Det är den första romanen i serien om den svenska underrättelseofficeren Carl Hamilton. 

## Handling
Den svenska underrättelsetjänsten har i högsta hemlighet låtit specialutbilda en ny sorts fältoperatör, den unge löjtnanten Carl Hamilton som är tänkt att bli Sveriges nyaste vapen. När en hög tjänsteman vid Säkerhetspolisen blir skjuten i Stockholm kommer Hamiltons unika utbildning för första gången till användning, i en mordutredning som kommer att föra honom till både Libanon och Israel.
Guillou fick idén till handlingen när han under ett besök i Oslo blev förföljd av norsk säkerhetspolis, och berättelsen är tänkt att visa hur säkerhetspoliser kan leva i en helt annan verklighetsuppfattning än den övriga världen.

## Synopsis
Det svenska kontraspionaget har införskaffat ett nytt hemligt vapen. Vapnet heter Carl Gustaf Gilbert Hamilton, förutvarande clartéist och FNL:are, löjtnant i Flottans reserv och i hemlighet utbildad till fältoperatör i USA där han tränats till Navy SEAL samtidigt som han studerat statskunskap och datateknik. Under sin svenska värnpliktsutbildning till attackdykare rekryterades Hamilton av den f.d. IB-chefen DG, som kommer att bli hans personlige mentor. DG har en vision om att bygga upp en ny generation inom underrättelsetjänsten, bestående av kompetenta fältoperatörer med västvärldens bästa kunskap i såväl datateknik som handeldvapen och närstrid, och Hamilton blir den första prototypen.  
Efter sin hemkomst har Hamilton dock inte kunnat få någon anställning vid den nya militära underrättelsetjänsten, på grund av politiska förvecklingar och svenska fackregler och inte minst motstånd från militärledningen som ser skeptiskt både på DG:s vision och på Hamiltons förflutna som uttalad kommunist. Istället har Hamilton under de senaste två åren arbetat som byrådirektör och dataspecialist på Säkerhetspolisen.
När en högt uppsatt Säpo-tjänsteman hittas skjuten i sin bil på Djurgården kallas Hamilton in för att delta i mordutredningen, och hamnar under chefen för Byrå B, som arbetar med jakten på spioner och terrorister. Den mördade Axel Folkesson var specialist på Mellanöstern och hade ensam arbetat med något kallat "Plan Dalet", som mordutredarna förmodar är en arabisk terroraktion mot Sverige. Misstankarna riktas genast mot palestinska terrorgrupper och olika svenskar med vänstersympatier. Under berättelsens gång känner Hamilton alltmer förakt och avsky för Säpo-chefen, Henrik P Näslund, då Näslunds fördomar leder utredningen i fel riktning vilket bara resulterar i att oskyldiga vänstersympatisörer blir gripna och trakasserade.      
När Hamilton börjar göra sina första avtryck inom spionvärlden förses han med det internationella kodnamnet Coq Rouge. Detta ironiska kodnamn uppstår under ett möte mellan Näslund och en israelisk överste och kommer sig dels av att Israels underrättelsetjänst länge haft öknamnet "tuppkycklingar" för sina svenska kollegor och för att Hamilton är gammal kommunist, och för att man under mötet dricker ett rödvin med en röd tuppsymbol på etiketten.
Utredningen tar Hamilton till Libanon och Israel och tillbaka till Stockholm igen. I Libanon får han hjälp av PLO, genom kontakter från Ponti, och träffar för första gången den unga kvinnliga underrättelseofficeren Mouna. I Israel får han hjälp av Shulamit Hanegbi, en ung säkerhetsofficer, som han inleder en kort kärleksaffär med.
Tillbaka i Stockholm får det hela en brutal och blodig final när Plan Dalet slutligen genomförs. Terroristerna som mördade Folkesson är inte alls palestinier utan raka motsatsen, nämligen en grupp israeliska fältoperatörer som kommit till Stockholm för att genomföra en massaker i PLO:s representationsvilla. Hamilton når fram för sent, då terroraktionen redan påbörjats och ett stort antal oskyldiga blivit mördade, men han lyckas döda alla de fyra israeliska kommandosoldaterna. Hans chef Näslund låter emellertid kvällstidningarna berätta för allmänheten att det var arabiska terrorister som låg bakom attacken, och hemligstämplar hela utredningen.
För sin insats tilldelas Hamilton Gustav III:s tapperhetsmedalj, som förste svenske officer på 180 år. Han belönas också genom att DG får honom antagen till en kaptenskurs på Försvarshögskolan, för att han ska få en paus från Säkerhetspolisen och bli lättare att istället anställa inom det militära.

## Rollfigurer
- Carl Hamilton - officer och säkerhetstjänsteman
- DG - militär spionchef
- Henrik P Näslund - chef för Byrå B
- Axel Folkesson - polisintendent vid Byrå B
- Arne Fristedt - kriminalkommissarie på Säk
- Erik Appeltoft - kriminalkommissarie på Säk
- Mouna - palestinsk underrättelseofficer
- Shulamit Hanegbi - israelisk säkerhetsofficer
- Elazar - israelisk fältoperatör
- Erik Ponti - journalist på Dagens Eko

## Kuriosa
Det framgår aldrig vilket exakt år som berättelsen utspelar sig, men eftersom Hamilton är 29 år när han introduceras och senare i serien anges vara född 1954 borde denna roman utspela sig antingen 1983 eller 1984.
En framträdande rollfigur i berättelsen är Erik Ponti, huvudpersonen från Ondskan som nu är känd journalist och på ett tydligt sätt är Jan Guillous alter ego i den fiktiva världen. Inte minst har Guillou själv förklarat att detta är fallet. Händelsen som inspirerade Guillou till handlingen, mötet med den norska säkerhetspolisen i Oslo, förekommer som ett helt kapitel i roman - fast det är istället Ponti som upplever det.
Rollfiguren Mouna, som återkommer flera gånger i serien, blir senare huvudperson i Madame Terror (2006).
Rollfiguren Axel Folkesson förekommer som hastigast i Den andra dödssynden (2019), där även Hamilton förekommer.

## Film
Romanen filmatiserades som Täcknamn Coq Rouge (1989) med Stellan Skarsgård i huvudrollen. Filmen följer bokens handling, med vissa skillnader. Exempelvis har Hamilton i berättelsens början inte redan varit anställd vid Säkerhetspolisen i två år, utan hämtas in från militären för att specifikt hjälpa Näslund och Folkesson med utredningen av Plan Dalet.   
Filmen vann Guldbagge för Bästa foto och Bästa skådespelare vid Guldbaggegalan 1990.